# Serdar Tasci
Serdar Tasci (født 24. april 1987 i Esslingen, Vesttyskland) er en tysk fodboldspiller af tyrkisk afstaming, der spiller som midterforsvarer hos russiske FC Spartak Moskva. Han har tidligere spillet for VfB Stuttgart og Bayern München.
Tasci vandt i 2007 det tyske mesterskab med VfB Stuttgart.

## Landshold
Tasci står (pr. april 2018) noteret for 14 kampe for Tysklands landshold, som han debuterede for den 20. august 2008 i et opgør mod Belgien. Han var en del af den tyske trup til VM i 2010.

## Titler
Bundesligaen
- 2007 med VfB Stuttgart